# Stefan Podsiadło
Stefan Podsiadło (ur. 15 stycznia 1922 w Prząsławiu, zm. 1 grudnia 2020 w Toronto) – polski żołnierz w czasie II wojny światowej, powojenny działacz kombatancki i polonijny w Kanadzie, kapitan WP w stanie spoczynku.

## Życiorys
Przed wybuchem II wojny światowej był kadetem Szkoły Podoficerskiej Piechoty dla Małoletnich nr 3 w Nisku. Po agresji sowieckiej w trakcie kampanii wrześniowej w 1939 roku został aresztowany przez NKWD. Był więziony w Kowlu, Kijowie oraz Starobielsku, a następnie osadzony w łagrze. Po uwolnieniu, wstąpił w 1941 do 16. pułku piechoty formowanej na terenie ZSRR tzw. Armii Andersa. Brał udział w kampanii włoskiej w 1944 roku, służąc wówczas w 5. Batalionie Ciężkich Karabinów Maszynowych 5. Kresowej Dywizji Piechoty 2. Korpusu Polskiego i biorąc między innymi udział w walkach pod Monte Cassino, bitwie o Ankonę oraz wyzwalaniu Bolonii.
Po wojnie pozostał na emigracji. Był aktywnym działaczem polonijnym i kombatanckim. Przez wiele lat piastował funkcję prezesa Organizacji Weteranów 2. Korpusu Polskiego 8. Armii Brytyjskiej. Był między innymi kawalerem Krzyża Oficerskiego Orderu Odrodzenia Polski, Brązowego Krzyża Zasługi z Mieczami oraz Krzyżem Monte Cassino.